# Mulay Abd al-Rahman ibn Muhammad
Mulay Abd al-Rahman ibn Muhammad fou un sultà rebel del Marroc de la dinastia alauita.
El seu germà el sultà Mulay Yazid era molt impopular i es va retirar al Sus en vistes a revoltar-se. No és clar si ja ho havia fet quan el seu germà Mulay Hisham es va proclamar sultà el 10 de desembre de 1790 a Marraqueix. En tot cas el 1791 estaven els dos en revolta. A la mort de Yazid a la batalla de Marraqueix el 23 de febrer de 1792, es va proclamar sultà a Tafilalt. Va restar rebel fins a la seva mort al Sus el 1797. Va deixar un fill, Mulay Nasir ibn Abd al-Rahman.